# Melicope patulinervia
Melicope patulinervia är en vinruteväxtart som först beskrevs av Merr. & Chun, och fick sitt nu gällande namn av Cheng Chiu Huang. Melicope patulinervia ingår i släktet Melicope och familjen vinruteväxter. Inga underarter finns listade i Catalogue of Life.